# Patrick Robinson (giocatore di football americano)
Patrick Robinson (Miami, 7 settembre 1987) è un giocatore di football americano statunitense che milita nel ruolo di cornerback per i New Orleans Saints della National Football League (NFL). Al college ha giocato a football a Florida State.

## Carriera professionistica

### New Orleans Saints
Al draft NFL 2010 Robinson fu selezionato come 32ª scelta assoluta dai New Orleans Saints. Il 29 luglio 2010 firmò un contratto di 5 anni. Debuttò come professionista il 9 settembre 2010 contro i Minnesota Vikings indossando la maglia numero 34.
Nella stagione 2011 passò dal numero di maglia 34 al 21.

### San Diego Chargers
Il 19 marzo 2015, Robinson firmò un contratto annuale del valore di 2 milioni di dollari con i San Diego Chargers.

### Philadelphia Eagles
Il 28 marzo 2017 Robinson firmò un contratto di un anno con i Philadelphia Eagles.

## Palmarès

### Franchigia
- Super Bowl : 1

Philadelphia Eagles: LII
- National Football Conference Championship: 1

Philadelphia Eagles: 2017